# Tynnyriberg
De Tynnyriberg, Zweeds – Fins – Samisch : Tynnyrilaki, is een berg in het noorden van Zweden. De berg ligt in de gemeente Kiruna, ongeveer 120 kilometer ten oosten van de stad Kiruna, maar op minder dan vijf kilometer van de grens met Finland en dicht in de buurt van de Pingisberg. De berg maakt deel uit van de Geodetische boog van Struve.